# Бен-Хур (филм из 2016)
Бен-Хур (енгл. Ben-Hur) амерички је епско историјски филм из 2016. године у режији Тимура Бекмамбетова. Сценарио потписују Кејти Кларк и Џон Ридли на основу истоименог романа аутора Луиса Валаса, док су продуценти филма Шон Данијел, Џони Левин и Данкан Хендерсон. Филмску музику је компоновао Марко Белтрами.
Насловну улогу тумачи Џек Хјустон као Јуда Бен-Хур, док су у осталим улогама Тоби Кебел, Родриго Санторо, Назанин Бониади, Ајелет Зурер, Пилоу Асбек, Софиа Блек Д'Елиа и Морган Фриман. Светска премијера филма је била одржана 19. августа 2016. у Сједињеним Америчким Државама.
Буџет филма је износио 100 милиона долара, а зарада од филма је 94,1 милион долара.

## Радња
Имућни Јеврејин и племенити човек, Јуда Бен-Хур (Џек Хјустон) одлази у робље, након што га је најбољи пријатељ, Римљанин Месала (Тоби Кебел), лажно оптужио. Након доста година поново се срећу и то у чувеној трци двоколица, у којој ће Јуда поразити Месалу и повратити углед који му је једном давно свирепо одузет.

## Улоге
| Глумац            | Улога         |
| ----------------- | ------------- |
| Џек Хјустон       | Јуда Бен-Хур  |
| Тоби Кебел        | Месала        |
| Родриго Санторо   | Исус          |
| Назанин Бониади   | Естер         |
| Ајелет Зурер      | Наоми         |
| Пилоу Асбек       | Понтије Пилат |
| Софиа Блек Д'Елиа | Тирза         |
| Морган Фриман     | Илдерим       |